# La Mort de Priam (Perrault)
Pour les articles homonymes, voir La Mort de Priam.
La Mort de Priam est une peinture à l'huile sur toile du peintre français Léon Perrault (1832-1908). Réalisé en 1861, ce tableau a été présenté pour le prix de Rome, mais il n'a pas obtenu de prix, le premier prix ayant été remporté par La Mort de Priam de Jules Lefebvre.
Cette œuvre est conservée à l'École nationale supérieure des beaux-arts de Paris sous le n° d'inventaire MU 11709. Elle mesure 113 cm de hauteur sur 146 cm de largeur.

## Description
Cette œuvre relate un épisode de la guerre de Troie tel qu'il est interprété par  Virgile dans L'Énéide au chapitre II, v. 509 à 516 :
« Il pousse vers l'autel la vieillesse tremblante :

De l'autre, saisissant l'épée étincelante,

Lève le fer mortel, l'enfonce, et de son flanc

Arrache avec la vie un vain reste de sang.

Ainsi finit Priam, ainsi la destinée

Marqua par cent malheurs sa mort infortunée.

Il périt en voyant de ses derniers regards

Brûler son Ilion et crouler ses remparts. »
Néoptolème, fils d'Achille, peint nu de face, le visage tourné vers sa gauche, casqué et un manteau blanc jeté sur l'épaule, lève le bras droit dans l'intention d'égorger de son glaive le vieux roi Priam. Il tient de la main gauche les cheveux du roi pour lui lever la tête et l'apprêter à recevoir le coup fatal. Priam se trouve à moitié étendu devant l'autel de Zeus, dans une attitude rappelant celle du Laocoon du musée Pio-Clementino, tandis que la ville de Troie est en proie aux flammes dans le fond. Sur la gauche gît le cadavre de Politès, un des fils du vieux roi. Au second plan à droite, la famille de Priam se lamente et la reine Hécube jette un dernier regard d'effroi vers son époux.